# Trenč
Trenč je obec v okrese Lučenec v Banskobystrickém kraji na Slovensku.  Leží v jihozápadní části Lučenské kotliny na terase řeky Ipeľ. Řeka zde tvoří hranici s Maďarskem. Nejbližší město je Lučenec vzdálen 14 km severovýchodně. Žije zde 558 obyvatel.
První písemná zmínka o obci pochází z roku 1327. V obci se nachází jednolodní neogotický římskokatolický kostel svaté Alžběty z konce 19. století. Do katastrálního území obce zasahuje část přírodní rezervace Dálovský močiar.